# 梁安郡 (河南)
梁安郡，中国南北朝时设置的郡。
南朝梁置梁安郡，治朗中县（一说苞信县，今河南省息县东北）。辖境约在今河南省息县，属光州。隋开皇三年（583年），废除梁安郡、朗中县，地入息州包信县。